# Eurokommunizmus

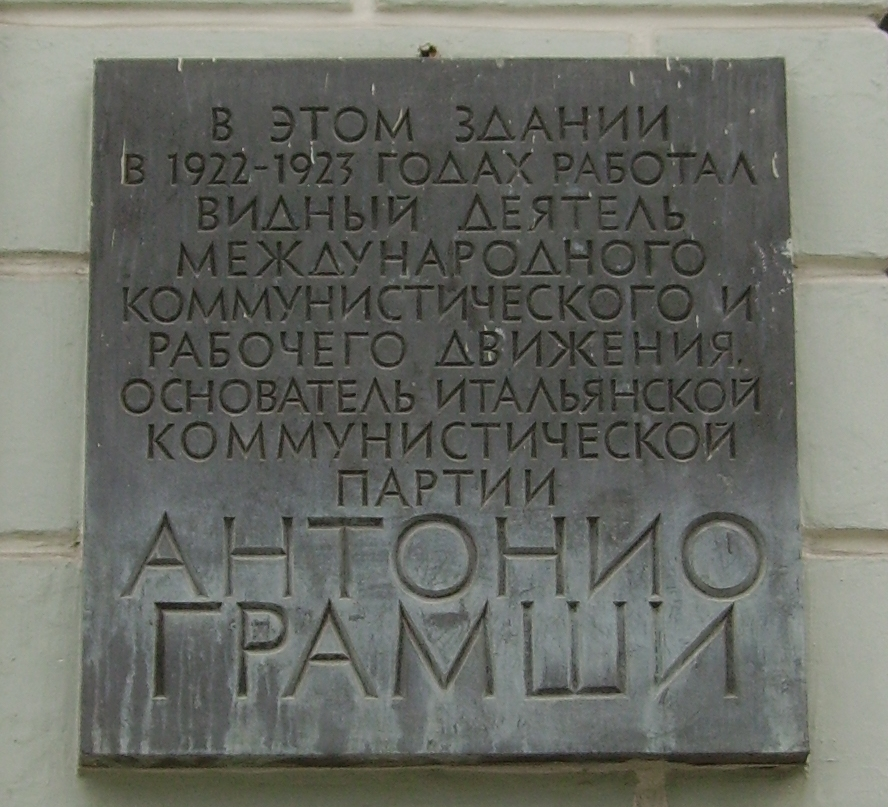
Antonio Gramsci munkássága is inspirálta az eurokommunizmust (emléktáblája Moszkvában)

Mint eszme, az eurokommunizmus a kommunizmus egyik reformista irányzata volt.
Mint politikai mozgalom, az eurokommunizmus az 1970-es és 1980-as években aktív európai kommunista pártokra vonatkozik, amelyek eltávolodván a Szovjetunió politikájától, az eurokommunista ideológiát hordozták.
Az eurokommunizmus alapjai többek között Santiago Carillo: „Eurokommunizmus és az állam” című könyvében fogalmazódtak meg.

## Az eurokommunizmus megjelenésének okai
A nyugat-európai kommunista pártok létrejöttüktől fogva ideológiailag (és pénzügyileg is) erősen függtek a Szovjetunió Kommunista Pártjától.
 Az 1960-as évek végétől a Prágai tavasz erőszakos leverése, valamint Alekszandr Szolzsenyicin A Gulag-szigetcsoport című regényének nyugati megjelenése erősen megtépázta e pártok támogatottságát, a baloldali értelmiség köreiben való népszerűségét. Egyes pártok emiatt megpróbáltak eltávolodni az SZKP-tól, és programjaikba beemelni a demokrácia, a többpártrendszer, az emberi jogok európai értékeit, ugyanakkor megőrizve marxista, antikapitalista identitásukat.

## Újításai
- Forradalom- és erőszakmentes váltás (a kommunista társadalomra).
- A hatalom többpártrendszerű gyakorlása egészen addig, amíg az emberek készen nem állnak a kommunista társadalomra;
- Feminizmus;
- Szabad szexuális orientáció, a melegek, leszbikusok, biszexuálisok, transzneműek és egyéb szexuális kisebbségek jogainak a védelme. A jelenlegi eurokommunista pártok programjában benne van az azonos neműek házasságának legalizálása;
- Szabad sajtó védelme, beszéd és vélemény-nyilvánítási szabadság védelme, és minden nem gazdaságra vonatkozó individuális szabadság;
- Progresszivizmus.

## Eurokommunizmus ma
A spanyol, az olasz és a francia kommunista pártokra volt jellemző ez az irányvonal, a kisebb kommunista pártok, például az osztrák, kitartottak a Szovjetunió által képviselt hagyományos marxizmus–leninizmus mellett.
Az eurokommunizmus fogalma a Szovjetunió 1991-es megszűnése után, a hidegháború befejeztével új kontextusba került. A nyugat-európai kommunista pártok nagyobb része irányt váltott, áttért a szocialista vagy szociáldemokrata értékekre. Kisebb részük továbbra is kommunista irányultságú. Kevés kivétellel ezek általában marginális pártok, alacsony szavazati aránnyal. 
A név ellenére az eurokommunizmus nem csak Európában terjedt el. Mexikóban kisebb eurokommunista csoportosulások léteznek, míg Japánban az eurokommunista nézeteket valló párt 1 000 000 fővel a legtöbb taggal rendelkező baloldali párt az országból. 
A jelenlegi főbb eurokommunista pártok:
- Olaszország: Kommunista Újraszületés Pártja;
- Franciaország: Francia Kommunista Párt (PCF);
- Spanyolország: Egyesült Baloldal;
- Németország: Baloldali Párt;
- Európai Parlament: Európai Baloldal (a tagpártok között leninista és demokratikus szocialista pártok is találhatóak, köztük a Magyarországi Munkáspárt 2006);
- Japán: Japán Kommunista Párt

## A név eredete
Azt, hogy ki használta először az eurokommunizmus szót, a mai napig nem lehet biztosan megállapítani. A Deutschland-Archiv (1977) szerint valószínűleg Frane Barbieri jugoszláv újságíró, a NIN újság volt szerkesztője használta legelőször, 1975 nyarán.

## Kritika
A leggyakoribb jobboldali kritika arra vonatkozik, hogy az eurokommunizmus valójában csak a kommunista ideológia felpuhított változata, amelynek pacifista szlogenjei csak a választópolgárok félrevezetését szolgálják, és nem hoznak változást a konkrét politikai célokban. Szintén gyakori jobboldali kritika az is, hogy a kommunizmusnak nem létezhet emberséges változata, mert önmagában gyilkos ideológia.[forrás?]
A forradalmi baloldal az eurokommunizmus rovására írja azt, hogy az eurokommunizmus nem kíván se forradalmat, se proletárdiktatúrát. 
Trockista álláspontból Ernest Mandel az eurokommunizmust a Szovjetunió 1924-es irányvonala, az úgynevezett „szocializmus egy országban” folytatásának látja, amivel lemondtak a világforradalomról a Szovjetunió fejlesztése érdekében. Ezenkívül a francia és olasz eurokommunistákat anti-internacionalista nacionalistáknak tekinti. Ennek ellenére az olasz eurokommunisták trockistákat is befogadtak maguk mellé.
Leninista szempontból megbocsáthatatlan a forradalmi munkás-paraszt párt egyeduralmának (egész a kommunista társadalom megjelenéséig) az elvetése, és a demokratikus centralizmus elvének a félredobása.
Az általános sztálinista vélemény az eurokommunizmusról az, hogy az eurokommunizmus valójában antikommunizmus, a burzsoák taktikája a kommunizmus ellen.

## Külső hivatkozások
- Manuel Azcárate: Mi az eurokommunizmus? (angolul)
- Harmadik Fejezet: eurokommunizmus (angolul)
- Branko Pribičević: Az eurokommunizmus és az új párt (angolul)
- Sztálinista kritika: Enver Hoxha: Az eurokommunizmus antikommunizmus (angolul)